# David M. Friedman
Pour les articles homonymes, voir David Friedman.
David Melech Friedman, né le 8 août 1958 à Woodmere (État de New York), est un avocat d'affaires américain. Il est ambassadeur des États-Unis en Israël de 2017 à 2021, sous la présidence de Donald Trump.

## Biographie
De confession juive orthodoxe, David Friedman est l'un des quatre enfants du rabbin Morris S. Friedman.
Avocat d’affaires de profession, il est notamment au service du milliardaire Donald Trump qui le charge de ses investissements dans les casinos.
En décembre 2016, il est désigné par Donald Trump, devenu président des États-Unis, pour être l'ambassadeur des États-Unis en Israël,,. Il se déclare en faveur de la colonisation et de l'annexion par Israël des territoires palestiniens sous occupation. Il manifeste une certaine proximité avec les tendances les plus dures de la droite et de l’extrême droite en Israël. Il entre en fonction le 15 mai 2017 et le demeure jusqu'à la fin du mandat de Donald Trump le 20 janvier 2021.